# Col·legi-Asil dels Infants
L'antic Col·legi-Asil dels Infants, després Escola d'Arts i Oficis, és un edifici del municipi de Manresa (Bages) protegit com a bé cultural d'interès local. Fou obra d'Ignasi Oms i Ponsa. La construcció s'inicià el 1898 i l'edifici fou beneït per mossèn Torras i Bages el 31 d'agost de 1901.
És una obra representativa del modernisme historicista que reinterpreta un gran edifici romànic amb un cos central a forma de basílica, amb finestres rematades en arcs de mig punt i amb arcuacions cegues d'estil llombard rematant la façana. Durant molts anys fou un col·legi de monges per a noies i actualment acull un Centre de serveis socials municipal.

## Descripció
Edifici de planta rectangular amb dues ales laterals i un cos més ampli coincident amb el tram central de la façana que contenia l'escala d'accés al segon pis. Consta de dues plantes en el cos central i en una ala i de tres en l'ala esquerra, tercer pis que dona a un terrat el qual porta a unes altres dependències. La façana principal tenia 46 metres de llarg, i s'hi mostra la divisió interna dels dos pisos - molt alts- gràcies a les finestres. Tant la cornisa com el contorn de totes les obertures estan remarcades pel treball amb diferent material. Té un pati posterior amb façanes plenes de vidres que contribueixen a donar llum a l'edifici.